# Vallée de Mai
Vallée de Mai (Thung lũng tháng Năm) là một khu bảo tồn thiên nhiên và Di sản thế giới được UNESCO công nhận nằm trên đảo Praslin, Seychelles. Khu vực này nổi tiếng với một khu rừng cọ được bảo tồn tốt bao gồm 6 loài cọ đặc hữu khác nhau, nổi bật nhất là loài cọ Lodoicea maldivica được biết đến với tên Coco de mer, một loài nguyên sinh có từ thời tiền sử. Ngoài ra, nơi đây còn là một khu bảo tồn động vật hoang dã với nhiều loài động vật quý hiếm bao gồm cả loài Vẹt đen Seychelles quý hiếm, động vật có vú, động vật giáp xác, ốc sên và bò sát. Đã có nỗ lực xác định để loại bỏ tất cả các loài thực vật ngoại lai đem đến khu vực này nhưng cho đến nay vẫn chưa thành công trong việc loại bỏ cà phê, dứa và cọ cảnh. Vallée de Mai với các loài thực vật và động vật đặc biệt, là một di tích từ thời điểm siêu lục địa Gondwana chia tách thành các lục địa nhỏ hơn, để lại các đảo Seychelles giữa Madagascar và Ấn Độ như ngày nay.

## Mô tả
Khu bảo tồn có diện tích 19,5 ha nằm trên một hòn đảo đá granit. Cảnh quan của đảo chi phối bởi loài cọ, chiếm số lượng lớn nhất trên đảo tạo thành một danh lam thắng cảnh tự nhiên rừng mang giá trị sinh thái quan trọng. Rừng cọ này được hình thành hàng triệu năm trước nhờ các hạt giống được coi là lớn nhất trong số các loài thực vật thì mới có thể phát triển ở một khu vực đảo giữa đại dương, sau đó trải qua giai đoạn tiến hóa của thực vật tạo thành phòng thí nghiệm tự nhiên, tiền đề để nghiên cứu hình thành các loài thực vật bậc cao hơn.
Khu vực có sự xuất hiện của 6 loài cọ đặc hữu cùng với một số loài thực vật một lá mầm, thực vật tán rộng tạo thành hệ sinh thái tương tác độc đáo bao gồm: Lodoicea maldivica (cọ Coco de Mer), Deckenia nobilis (loài cọ đặc hữu cao đến 40 mét), Phoenicophorium borsigianum (loài cọ Phoenicophorium), Verschaffeltia splendida, Nephrosperma vanhoutteanum, Roscheria melanochaetes, Pandanus... cùng với đó là hệ động thực vật có: vẹt đen (Coracopsis nigra barklyi), bồ câu xanh, chim Sunbird, chim Bulbul, Swiftlet..các loài bò sát (tắc kè đồng, thằn lằn Seychelles, tắc kè hoa, tắc kè ngày..), ếch nhái (ếch cây), cá và động vật không xương sống.
Năm 1966, một khu bảo tồn thiên nhiên các loài chim được thành lập ở đảo Praslin. Đến năm 1979, Công viên quốc gia Praslin được thành lập nhằm bảo vệ rừng cọ đặc hữu cùng với các loài động vật quý hiếm quan trọng. Năm 1983, UNESCO công nhận khu bảo tồn trên là di sản thế giới.